# Carlos Spottorno
Carlos Spottorno (Budapest, 1971) és un fotògraf i publicista espanyol, nebot de Rafael Spottorno, que va créixer entre les ciutats de París, Roma i Madrid.
El 1994 es va llicenciar en l'Acadèmia de Belles Arts de Roma. Va iniciar la seva carrera com a director d'art en una agència de publicitat i, el 2001, va començar a dedicar-se a la fotografia professional. Va rebre el premi World Press Photo el 2003, el TIPPA el 2001, l'American Photography 24, 26 i 27. Va ser finalista al Visa d'Or el 2008, a l'European Publishers Award el 2009 i a l'RM Photobook Award el 2012.

## Premis i reconeixements[calcitació]
- 2019 - European Press Prize amb Guillermo Abril, premi a la innovació.
- 2017 - Prix Atomium amb Guillermo Abril
- 2015 - World Press Photo Multimedia, 3r premi en la categoria de Curt Documental.
- 2014 - Premi Lacritique de Voies Off Festival a Les rencontres d'Arles
- 2013 - Kassel Photobook Award.
- 2003 - World Press Photo 2n premi Individuals en categoria Natura i medi ambient.